# Sextus Julius Frontinus
Sextus Julius Frontinus, född omkring 40 e.Kr., död 103 e.Kr., var en romersk ingenjör och officer.
Frontinus blev 70 praetor och var 76-78 ståthållare i Britannien, där han visade stor militär duglighet. Frontinus var flera gånger konsul och även känd som teknisk författare. Hans stil är enkel men vårdad. Bland bevarade skrifter efter honom märks Strategemata (Krigslister) i 3 böcker och De aquis urbis Romæ, en skrift om det romerska vattenledningsväsendet, vars chef han var 97 e.Kr.